# Izumi, Ōsaka
Izumi (japanska: 和泉市 ?, Izumi-shi) är en stad i Ōsaka prefektur i Japan. Staden fick stadsrättigheter 1956.